# 沙爾邦諾角
70°50′S 61°27′W / 70.833°S 61.450°W
沙爾邦諾角（英語：Cape Sharbonneau）是南極洲的海岬，位於帕爾默地東岸，是萊爾克灣入口處的南部，美國研究隊在1940年測量該海岬，現時由南極條約體系管理。